# Cassia abbreviata
Cassia abbreviata es una especie de árbol perteneciente al género Cassia, y originaria de África.

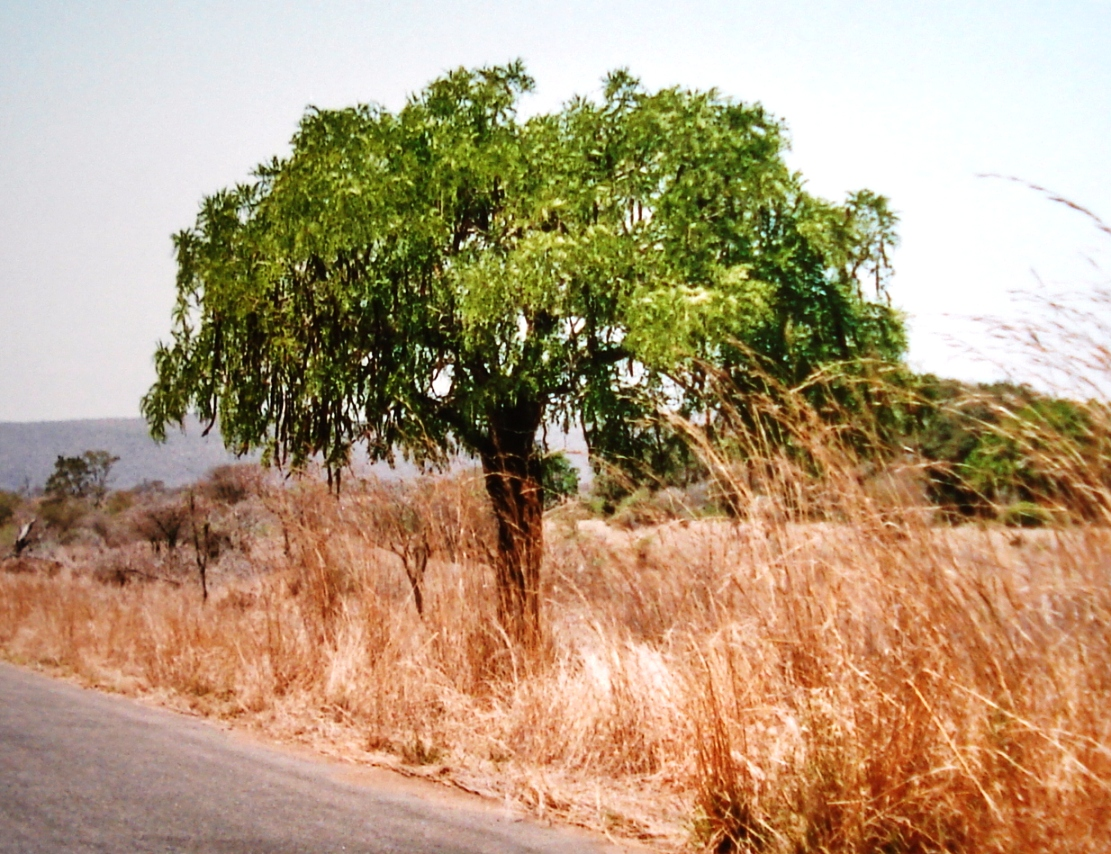
Vista del árbol

## Descripción
Es un árbol que alcanza un tamaño de 3-10 (-15) m de altura, con el tronco normalmente delgado, erguido, con copa redondeada de ramas caídas.

## Ecología
Se encuentra en los bosques, pastizales arbolados, el margen de los bosques de hoja perenne en el afloramiento de roca, matorrales caducifolios, con Acacia-Combretum, matorrales de Commiphora, matorrales secos, en el margen de charcas; en las dunas, termiteros, en matorrales caducifolios o siempre verdes, a una altitud de 30-1520 metros.

## Distribución
Cassia abbreviata es nativa del este, noreste, sur y centro-oeste de África, donde se encuentra en Botsuana, la República Democrática del Congo, Kenia, Mozambique, Namibia, Somalia, Sudáfrica (en las provincias de Limpopo y Mpumalanga ), Suazilandia, Tanzania, Zambia y Zimbabue.

## Propiedades
El proguibourtinidin, un tipo de tanino condensado, se pueden encontrar en C. abbreviata y guibourtinidol, un flavan-3OL, se puede encontrar en su duramen.

## Taxonomía
Cassia abbreviata fue descrita por Daniel Oliver y publicado en Flora of Tropical Africa 2: 271. 1871.
Etimología
Cassia: nombre genérico que proviene del griego antiguo kassía, nombre de la planta laurácea Cinnamomum cassia, en los antiguos, y pasado a Leguminosas por Caesalpinio.
abbreviata: epíteto latíno que significa "algo más corta"
Subespecies
- Cassia abbreviata subsp. beareana (Holmes) Brenan
- Cassia abbreviata subsp. kassneri (Baker f.) Brenan